# アルテコ
株式会社アルテコは、大阪府茨木市に本社を置く接着剤の製造業。

## 概要
- 社名：株式会社アルテコ
- 本社所在地：大阪府茨木市西駅前町5番8号
- 創立：1965年9月1日
- 法人設立：1969年7月1日
- 資本金：9,000万円
- 従業員：46名

## 事業所
- 本社：大阪府茨木市西駅前町5-8
- 東京営業所：東京都千代田区神田多町2-7
- 名古屋営業所：愛知県名古屋市中区錦1-18-11
- 工場・研究所：滋賀県湖南市岩根136-87　湖南工業団地内